# 神鵰侠侶 (2006年のテレビドラマ)
『神鵰侠侶』（しんちょうきょうりょ、原題：神鵰俠侶、拼音: Shéndiāo xiálǚ）は、金庸の代表的著作である『神鵰剣俠』を原作とし、中国の中国文聯音像出版社が2006年に制作したテレビドラマ。全41話（中国のDVD版は48話）。

## 概要
中国で『笑傲江湖』と『射鵰英雄伝』のドラマ制作を行った張紀中が引き続きプロデューサーとして制作を担当した。主演には若手人気スターのホアン・シャオミン（黄暁明）とリウ・イーフェイ（劉亦菲）が迎えられ、四川省の九寨溝や浙江省の雁蕩山など中国各地の景勝地を中心に撮影が行われた。
完成したドラマは2006年春から夏にかけて、中華圏の各国で放映が行われ、各地で高視聴率を記録した。とくに主演の黄暁明と劉亦菲は、若手スターとして不動の人気を確立した。

## キャスト
後記は吹替声優
- 楊過 - ホアン・シャオミン（黄暁明）／三木眞一郎
- 小龍女 - リウ・イーフェイ（劉亦菲）／寺田はるひ
- 郭靖 - ワン・ルオヨン（王洛勇）／加藤亮夫
- 黄蓉 - コン・リン（孔琳）／岡寛恵
- 金輪国師 - バー・イン（巴音）／木村雅史
- 李莫愁 - モン・グァンメイ（孟広美）／安藤麻吹
- 公孫止 - ケニー・ビー（鍾鎮濤）／相沢正輝
- 郭芙 - チェン・ズーハン（陳紫函）／根谷美智子
- 郭襄 - ヤン・ミー（楊冪）／片岡身江
- 武敦儒 - ワン・ニン（王寧）／松岡大介
- 武修文 - チャオ・ジントウ（趙錦涛）／東城光志
- 耶律斉 - チャオ・フォンフェイ（趙鴻飛）／丸山壮史
- 公孫緑萼 - フー・ミャオ（傅淼）／河原木志穂
- 耶律楚材 - ジャン・ジージョン（張紀中）／武虎
- クドゥ - ガオ・フー（高虎）／小松史法
- 黄薬師 - ユー・チェンフイ（于承恵）／浦山迅
- 欧陽鋒 - ザイ・ナイスォ（翟乃社）／谷昌樹
- 周伯通 - サオ・リャン（趙亮）／岩崎ひろし
- 甄志丙 - チェン・ホウフォン（程皓楓）／東城光志
- 趙志敬 - リウ・ナイイー（劉乃芸）／斉藤次郎
- 程英 - ワン・ジャ（王嘉）／浅野真澄
- 陸無双 - ヤン・ルイ（楊蕊）／木下紗華
- 耶律燕 - ロウ・ミン（饒敏）／加納千秋
- 完顔萍 - スン・リーファ（孫鋰華）／木川絵理子
- 裘千尺 - リー・ミン（李明）／すずき紀子
- 瑛姑 - リアン・リ（梁麗）／桂木黎奈
- 一灯大師 - ワン・ウェイグォ（王衛国）／木村雅史
- 慈恩 - リュ・スーガン（呂士剛）／浦山迅
- 洪七公 - ダー・リー（大力）／楠見尚己
- 柯鎮悪 - マ・ジェーリン（馬杰林）／斉藤次郎
- 楊過 【子供時代】 - シャオ・ティンタン（小叮当）／亀井芳子
- 鹿清篤 - ティエン・ツン（田重）／丸山壮史
- 武三通 - リー・ジョンファ（李中華）／浦山迅
- 陸立鼎 - ジョウ・ハオドン（周浩東）／岩崎ひろし

## スタッフ
- 原作：金庸
- 製作：マ・ジョンジュン（馬中駿）、プー・スーリン（蒲樹林）、チ・チェンシー（遲晨曦）、テェー・フォ（鉄佛）
- エグゼクティブ・プロデューサー：ジャン・ジージョン（張紀中）
- 総監督・総撮影：ユー・ミン（于敏）
- 製作：中国文聯音像出版社

### 主題歌
- 「天下無双」 歌：張靚穎／作詞：樊馨蔓、時勇／作曲：陳彤／編曲：陳彤
- 「江湖笑」　歌：エミール・チョウ（周華健）、ホアン・シャオミン（黄暁明）、フー・ジュン（胡軍）、ジャン・ジージョン（張紀中）、小蟲
- チャンネルNECO版エンディングテーマ 「世界の秘密」 歌：イーフェイ
- 台湾版エンディングテーマ　唱：許晋豪
- ネット版テーマ　唱：FIR

## 日本での放映
- 2007年1月からチャンネルNECOで放送された。
- 2008年3月からV☆パラダイスで日本語字幕版が放送された。

## 日本語版ソフト
2006年9月にDVDがMAXAMより発売。

## サウンドトラック
- タイトル

中華圏：『神鵰俠侶電視主題曲原声大碟』
日本：『神鵰侠侶 オリジナル・サウンドトラック』
- レーベル

中国：九洲音像出版公司
台湾及び日本：ロックレコード
- 収録曲

1. 双飛
2. 天下無双
3. 浮雲
4. 江湖笑
5. 龍女之声
6. 落花
7. 恨蒼天
8. 路途
9. 問世間
10. 一簾幽夢
11. 水中月
12. 孤風残影
13. 比翼双飛
14. 星光
15. 戦舞